# Jan-Jonsatjärnen
Jan-Jonsatjärnen är en sjö i Umeå kommun i Västerbotten och ingår i Sävaråns huvudavrinningsområde.